# Charlotte Sullivan
Charlotte Sullivan (Ontario, 21 de octubre de 1983) es una actriz canadiense.

## Biografía
Charlotte comenzó a salir con el actor Peter Stebbings, con quien se casó. En 2015 se anunció que estaban esperando a su primer bebé.

## Carrera
En 1996 se unió al elenco de la película Harriet the Spy, donde interpretó a Marion Hawthorne.
En 2001 dio vida a Katherine Dewson durante el episodio "Family Man" de la serie policíaca Blue Murder; más tarde apareció nuevamente en la serie ahora interpretando a Amber Watley en el episodio "Respect". En 2006 apareció como invitada en un episodio de la serie Puppets Who Kill, donde dio vida a Sweetie; un año antes había aparecido por primera vez en la serie, donde interpretó a una esposa durante el episodio "Dan and the New Neighbour". En 2007 se unió a la serie canadiense Across the River to Motor City, donde interpretó a Katie Wilton. En 2008 dio vida a Maxima, la reina alienígena del planeta Almerac en un episodio de la octava temporada de la serie Smallville. En 2009 apareció como invitada en la serie The Listener, donde interpretó a Katie Stebbes.
En 2010 se unió al elenco principal de la serie policíaca Rookie Blue, donde interpreta a la oficial de la policía Gail Peck hasta ahora. En 2011 apareció en un episodio de la miniserie The Kennedys, donde dio vida a Marilyn Monroe.

## Filmografía

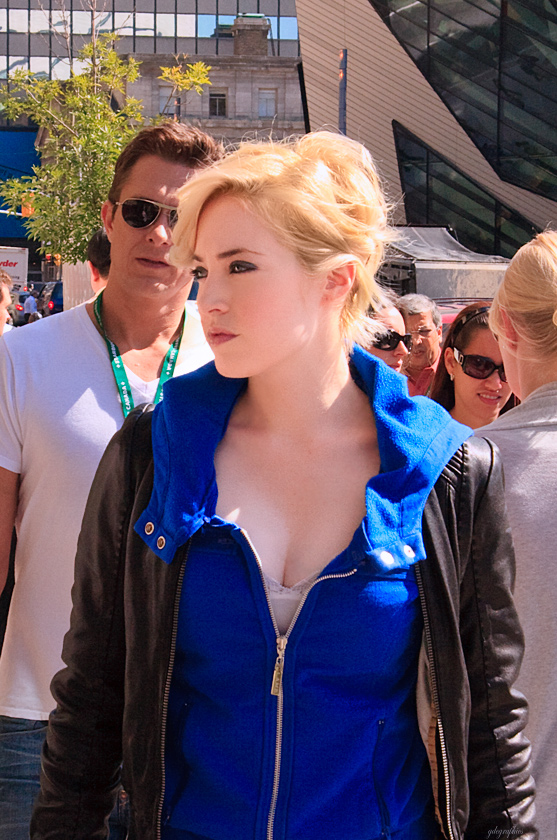
Charlotte en el 2008.

### Televisión
| Año       | Título                                          | Personaje             | Notas                              |
| --------- | ----------------------------------------------- | --------------------- | ---------------------------------- |
| 2021      | Law & Order: Organized Crime                    | Gina Cappelletti      | Papel recurrente                   |
| 2021      | Two For The Win                                 | Kayla                 | Película de televisión             |
| 2021      | Wynonna Earp                                    | Brigitte (Silk Witch) | "Old Souls"                        |
| 2019      | Hudson & Rex                                    | Leia Perkis           | "Blind Justice"                    |
| 2018      | Caught                                          | Jennifer Baker        |                                    |
| 2018      | Frankie Drake Mysteries                         | Anna Turner           | 15 Episodios                       |
| 2017-2019 | Mary Kills People                               | Nicole Mitchell       | 3 Episodios                        |
| 2016-2017 | Chicago Fire                                    | Anna Turner           | 15 Episodios                       |
| 2015      | Saving Hope                                     | Elizabeth Grant       | 2 Episodios                        |
| 2010-2015 | Rookie Blue                                     | Gail Peck             | 74 episodios                       |
| 2014      | Rookie Blue Webisodes                           | Gail Peck             | Episodios web                      |
| 2008-2013 | Murdoch Mysteries                               | Minerva Fairchild     | 2 Episodios                        |
| 2013      | Blue Bloods                                     | Lacey                 | 2 Episodios                        |
| 2011      | The Kennedys                                    | Marilyn Monroe        |                                    |
| 2009      | Alice                                           | Duquesa               |                                    |
| 2009      | Iron Road                                       | Melanie Grant         |                                    |
| 2009      | The Listener                                    | Katie Stebbes         | Episodio: "Missing"                |
| 2009      | Unstable                                        | Samantha Walker       | Película de televisión             |
| 2008      | Smallville                                      | Maxima                | Episodio: "Instinct"               |
| 2008      | M.V.P.                                          | Mandy                 |                                    |
| 2008      | Ny-Lon                                          |                       | Película de televisión             |
| 2007      | Across the River to Motor City                  | Katie Wilton          |                                    |
| 2006      | The House Next Door                             | Pie Harrelson         | Película de televisión             |
| 2005-2006 | Puppets Who Kill                                | Sweetie               | Episodio: "Joyride"                |
| 2005      | Terrorised by Teens: The Jonathan Wamback Story | Courtney              | Película de televisión             |
| 2004-2005 | This Is Wonderland                              | Beth                  | 2 Episodios                        |
| 2003      | Beautiful Girl                                  | Samantha Webb         | Película de televisión             |
| 2003      | Radio Free Roscoe                               | Judy Douglas          | Episodio: "Clark Kent"             |
| 2003      | Platinum                                        | Beth                  | Family Man                         |
| 2003      | Blue Murder                                     | Amber Watley          | Episodio: "Respect"                |
| 2001      | Blue Murder                                     | Katherine Dewson      | Episodio: "Family Man"             |
| 2001      | Lucky Girl                                      | Janice                | Película de televisión             |
| 1999      | Mary Cassatt: An American Impressionist         | Katherine Cassatt     | Película de televisión             |
| 1999      | Are You Afraid of the Dark?                     | Diana                 | Episodio: "The Tale of the Hunted" |
| 1999      | The Famous Jett Jackson                         | Fuzzy Dupree          | Episodio: "Front Page"             |
| 1999      | The Wrong Girl                                  | Bridget Fisher        | Película de televisión             |
| 1998      | Harm's Way                                      |                       | Película de televisión             |
| 1997      | The New Ghostwriter Mysteries                   | Camella Gorik         |                                    |
| 1997      | When Innocence Is Lost                          | Annie French          | Película de televisión             |
| 1996      | The Pathfinder                                  | May                   | Película de televisión             |
| 1996      | Kung Fu: The Legend Continues                   | Linda                 | Episodio: "A Shaolin Christmas"    |
| 1996      | Goosebumps                                      | Courtney              | Episodio: "You Can't Scare Me!"    |

### Películas
| Año  | Título                                  | Personaje                | Notas                                                                                               |
| ---- | --------------------------------------- | ------------------------ | --------------------------------------------------------------------------------------------------- |
| 2017 | Radius                                  | Jane Doe / Rose Daerwood | |
| 2014 | Parachute                               | Rachel                   | corto - junto a Clé Bennett, Peter Mooney & Tommie-Amber Pirie                                      |
| 2013 | Colonia V                               | Kai                      | junto a Kevin Zegers, Laurence Fishburne, Bill Paxton, Dru Viergever, Atticus Mitchell & John Tench |
| 2012 | Artist: Unknown                         | Claire Logan             | corto - junto a Peter Stebbings, Julian Richings, Joshua Peace & David Christo                      |
| 2010 | The Appointment                         | Jaime                    | corto - junto a Peter Stebbings                                                                     |
| 2009 | Defendor                                | Fay                      | junto a Woody Harrelson, Elias Koteas, Peter Stebbings, Michael Kelly, Sandra Oh & Kat Dennings     |
| 2009 | Unstable                                | Samantha Walker          | junto a Shiri Appleby & David Alpay                                                                 |
| 2009 | The Cry of the Owl                      | Sally Nielson            | junto a Paddy Considine, Julia Stiles, Phillip MacKenzie & Karl Pruner                              |
| 2008 | Love & Justice                          | Chevelle Fontaine        | corto - junto a Peter Stebbings, Ted Ludzik & Anand Rajaram                                         |
| 1999 | Mary Cassatt: An American Impressionist | Katherine Cassatt        | junto a Amy Brenneman, Emma Taylor-Isherwood, Charles Edwin Powell & Thomas Jay Ryan                |
| 1996 | The Pathfinder                          | May                      | junto a Kevin Dillon, Graham Greene, Laurie Holden & Stacy Keach                                    |
| 1996 | Harriet the Spy                         | Marion Hawthorne         | junto a Michelle Trachtenberg, Gregory Smith, Rosie O'Donnell, Robert Joy & Eartha Kitt             |

### Apariciones
| Año  | Título               | Personaje | Notas      |
| ---- | -------------------- | --------- | ---------- |
| 1997 | The Hidden Dimension | Elly      | documental |

## Premios y nominaciones
| Año  | Categoría                                                            | Premio             | Película                                | Resultado |
| ---- | -------------------------------------------------------------------- | ------------------ | --------------------------------------- | --------- |
| 2012 | Best Performance by an Actress in a Supporting Role                  | Genie Award        | Edwin Boyd                              | Nominada  |
| 2000 | Best Performance in a Feature Film or TV Movie - Young Ensemble      | Young Artist Award | Mary Cassatt: An American Impressionist | Nominada  |
| 1998 | Best Performance by a Young Actress in a Saturday Morning TV Program | YoungStar Award    | The New Ghostwriter Mysteries           | Nominada  |